# Bakhchysaray (huyện)
Huyện Bakhchysaray (tiếng Ukraina: Бахчисарайський район, chuyển tự: Bakhchysarays’kyi raion) là một huyện của Krym. Huyện Bakhchysaray có diện tích 1589 km², dân số theo điều tra dân số ngày 5 tháng 12 năm 2001 là 92617 người với mật độ 58 người/km2. Trung tâm huyện nằm ở Bakhchysarai.